# Club Brugge Koninklijke Voetbalvereniging 2014-2015

## Rosa
| N. |                       | Ruolo | Calciatore         |
| -- | --------------------- | ----- | ------------------ |
| 2  | Belgio (bandiera)     | D     | Davy De Fauw       |
| 3  | Belgio (bandiera)     | C     | Timmy Simons       |
| 4  | Costa Rica (bandiera) | D     | Óscar Duarte       |
| 5  | Cile (bandiera)       | C     | Francisco Silva    |
| 6  | Brasile (bandiera)    | C     | Claudemir de Souza |
| 7  | Spagna (bandiera)     | C     | Víctor Vázquez     |
| 8  | Israele (bandiera)    | C     | Lior Refaelov      |
| 14 | Croazia (bandiera)    | A     | Fran Brodić        |
| 18 | Brasile (bandiera)    | C     | Felipe Gedoz       |
| 19 | Belgio (bandiera)     | D     | Thomas Meunier     |
| 22 | Colombia (bandiera)   | A     | José Izquierdo     |

| N. |                        | Ruolo | Calciatore            |
| -- | ---------------------- | ----- | --------------------- |
| 24 | Paesi Bassi (bandiera) | D     | Stefano Denswil       |
| 25 | Paesi Bassi (bandiera) | C     | Ruud Vormer           |
| 28 | Belgio (bandiera)      | D     | Laurens De Bock       |
| 40 | Belgio (bandiera)      | D     | Björn Engels          |
| 42 | Belgio (bandiera)      | A     | Nikola Storm          |
| 43 | Belgio (bandiera)      | C     | Sander Coopman        |
| 44 | Belgio (bandiera)      | D     | Brandon Mechele       |
| 55 | Belgio (bandiera)      | C     | Tuur Dierckx          |
| 57 | Belgio (bandiera)      | C     | Yannick Reuten        |
| 58 | Belgio (bandiera)      | A     | Obbi Oularé           |
| 63 | Belgio (bandiera)      | A     | Boli Bolingoli-Mbombo |

## Risultati

### Campionato

#### Girone di andata
| 26 luglio 2014, ore 18:00 1ª giornata | Waasland-Beveren | 0 – 2 | Club Bruges |  |

| 3 agosto 2014, ore 18:00 2ª giornata | Club Bruges | 1 – 0 | Lierse |  |

| 10 agosto 2014, ore 20:00 3ª giornata | Zulte Waregem | 1 – 1 | Club Bruges |  |

| 15 agosto 2014, ore 20:30 4ª giornata | Club Bruges | 1 – 1 | Cercle Bruges |  |

| 24 agosto 2014, ore 18:00 5ª giornata | Malines | 3 – 1 | Club Bruges |  |

| 31 agosto 2014, ore 14:30 6ª giornata | Club Bruges | 2 – 2 | Anderlecht |  |

| 14 settembre 2014, ore 14:30 7ª giornata | Genk | 1 – 1 | Club Bruges |  |

| 21 settembre 2014, ore 18:00 8ª giornata | Club Bruges | 5 – 0 | Kortrijk |  |

| 28 settembre 2014, ore 20:00 9ª giornata | Ostenda | 2 – 2 | Club Bruges |  |

| 5 ottobre 2014, ore 14:30 10ª giornata | Club Bruges | 3 – 0 | Standard Liegi |  |

| 19 ottobre 2014, ore 18:00 11ª giornata | Lokeren | 1 – 3 | Club Bruges |  |

| 26 ottobre 2014, ore 14:30 12ª giornata | Club Bruges | 2 – 2 | Gent |  |

| 30 ottobre 2014, ore 20:30 13ª giornata | Mouscron-Péruwelz | 1 – 4 | Club Bruges |  |

| 2 novembre 2014, ore 18:00 14ª giornata | Charleroi | 0 – 0 | Club Bruges |  |

| 9 novembre 2014, ore 18:00 15ª giornata | Club Bruges | 5 – 0 | Westerlo |  |

#### Girone di ritorno
| 22 novembre 2014, ore 20:30 16ª giornata | Club Bruges | 4 – 2 | Waasland-Beveren |  |

| 30 novembre 2014, ore 14:30 17ª giornata | Anderlecht | 2 – 2 | Club Bruges |  |

| 7 dicembre 2014, ore 14:30 18ª giornata | Club Bruges | 2 – 1 | Zulte Waregem |  |

| 14 dicembre 2014, ore 14:30 19ª giornata | Standard Liegi | 1 – 3 | Club Bruges |  |

| 21 dicembre 2014, ore 18:00 20ª giornata | Club Bruges | 4 – 1 | Genk |  |

| 26 dicembre 2014, ore 18:00 21ª giornata | Lierse | 0 – 6 | Club Bruges |  |

| 16 gennaio 2015, ore 20:30 22ª giornata | Club Bruges | 1 – 1 | Malines |  |

| 25 gennaio 2015, ore 18:00 23ª giornata | Cercle Bruges | 0 – 3 | Club Bruges |  |

| 30 gennaio 2015, ore 20:30 24ª giornata | Club Bruges | 2 – 0 | Ostenda |  |

| 8 febbraio 2015, ore 14:30 25ª giornata | Kortrijk | 2 – 0 | Club Bruges |  |

| 15 febbraio 2015, ore 18:00 26ª giornata | Club Bruges | 1 – 1 | Lokeren |  |

| 22 febbraio 2015, ore 14:30 27ª giornata | Gent | 2 – 1 | Club Bruges |  |

| 1 marzo 2015, ore 14:30 28ª giornata | Club Bruges | 3 – 0 | Mouscron-Péruwelz |  |

| 7 marzo 2015, ore 20:00 29ª giornata | Club Bruges | 1 – 0 | Charleroi |  |

| 15 marzo 2015, ore 14:30 30ª giornata | Westerlo | 1 – 3 | Club Bruges |  |

#### Play-off
| 6 aprile 2015, ore 14:30 1ª giornata | Club Bruges | 2 – 1 | Standard Liegi |  |

| 11 aprile 2015, ore 18:00 2ª giornata | Kortrijk | 2 – 0 | Club Bruges |  |

| 19 aprile 2015, ore 18:00 3ª giornata | Club Bruges | 2 – 1 | Anderlecht |  |

| 26 aprile 2015, ore 18:00 4ª giornata | Gent | 2 – 2 | Club Bruges |  |

| 29 aprile 2015, ore 20:30 5ª giornata | Club Bruges | 3 – 1 | Charleroi |  |

| 2 maggio 2015, ore 18:00 6ª giornata | Standard Liegi | 1 – 0 | Club Bruges |  |

| 10 maggio 2015, ore 14:30 7ª giornata | Anderlecht | 3 – 1 | Club Bruges |  |

| 17 maggio 2015, ore 14:30 8ª giornata | Club Bruges | 2 – 3 | Gent |  |

| 21 maggio 2015, ore 20:30 9ª giornata | Charleroi | 2 – 3 | Club Bruges |  |

| 24 maggio 2015, ore 14:30 10ª giornata | Club Bruges | 1 – 0 | Kortrijk |  |

### Coppa del Belgio

#### 6º turno
| 24 settembre 2014, ore 20:30 6º turno | Club Bruges | 6 – 1 | Eendracht Aalst |  |

#### Ottavi di finale
| 3 dicembre 2014, ore 20:00 Ottavi di finale | Kortrijk | 0 – 3 | Club Bruges |  |

#### Quarti di finale
| 17 dicembre 2014, ore 20:30 Quarti di finale - andata | Malines | 0 – 0 | Club Bruges |  |

| 20 gennaio 2015, ore 20:45 Quarti di finale - ritorno | Club Bruges | 3 – 2 | Malines |  |

#### Semifinale
| 3 febbraio 2015, ore 20:45 Semifinale - andata | Club Bruges | 5 – 1 | Cercle Bruges |  |

| 11 febbraio 2015, ore 20:45 Semifinale - ritorno | Cercle Bruges | 2 – 3 | Club Bruges |  |

#### Finale
| Arbitro: | Serge Gumienny |

|                            |           |              |
| De Sutter 12’ Refaelov 90’ | Marcatori | 89’ Mitrović |

### UEFA Europa League

#### Terzo turno preliminare
| 31 luglio 2014, ore 20:30 3º turno - andata | Club Bruges | 3 – 0 | Brøndby |  |

| 7 agosto 2014, ore 20:00 3º turno - ritorno | Brøndby | 0 – 2 | Club Bruges |  |

#### Play-off
| 21 agosto 2014, ore 20:15 Play-off - andata | Grasshoppers | 1 – 2 | Club Bruges |  |

| 28 agosto 2014, ore 21:00 Play-off - ritorno | Club Bruges | 1 – 0 | Grasshoppers |  |

#### Fase a gironi
| 18 settembre 2014, ore 19:00 1ª giornata | Club Bruges | 0 – 0 | Torino |  |

| 2 ottobre 2014, ore 21:05 2ª giornata | HJK | 0 – 3 | Club Bruges |  |

| 23 ottobre 2014, ore 21:05 3ª giornata | Club Bruges | 1 – 1 | Copenaghen |  |

| 6 novembre 2014, ore 19:00 4ª giornata | Copenaghen | 0 – 4 | Club Bruges |  |

| 27 novembre 2014, ore 21:05 5ª giornata | Torino | 0 – 0 | Club Bruges |  |

| 11 dicembre 2014, ore 19:00 6ª giornata | Club Bruges | 2 – 1 | HJK |  |

#### Sedicesimi di finale
| 19 febbraio 2015, ore 19:00 Sedicesimi di finale - andata | Aalborg | 1 – 3 | Club Bruges |  |

| 26 febbraio 2015, ore 21:05 Sedicesimi di finale - ritorno | Club Bruges | 3 – 0 | Aalborg |  |

#### Ottavi di finale
| 12 marzo 2015, ore 19:00 Ottavi di finale - andata | Club Bruges | 2 – 1 | Beşiktaş |  |

| 19 marzo 2015, ore 21:05 Ottavi di finale - ritorno | Beşiktaş | 1 – 3 | Club Bruges |  |

#### Quarti di finale
| 16 aprile 2015, ore 21:05 Quarti di finale - andata | Club Bruges | 0 – 0 | Dnipro |  |

| 23 aprile 2015, ore 21:05 Quarti di finale - ritorno | Dnipro | 1 – 0 | Club Bruges |  |